# Phare de Krísuvíkurberg
Le phare de Krísuvíkurberg est situé au sud de la Reykjanesskagi, dans la région de Suðurnes.